# Gib Gas – Ich will Spaß
Gib Gas – Ich will Spaß is een komische muziekfilm van Wofgang Büld en Georg Seitz uit 1983. De hoofdrollen, Tina en Robby, werden vertolkt door Nena en Markus, die toentertijd reeds twee sterren uit de Neue Deutsche Welle waren. Ondanks de populariteit van de beide protagonisten vonden Büld en Seitz echter aanvankelijk noch privéfinanciering noch staatssubsidies voor hun geplande filmproductie; ze richtten derhalve de Capri-Filmproduktions GmbH op, gevestigd te München, teneinde de film zelf uit te brengen. De titel van de film verwijst naar het nummer Ich will Spaß van Markus, dat de zomerhit van 1982 was.
In de loop van 1982, tijdens de opnamen voor Gib Gas – Ich will Spaß, steeg Markus’ en Nena’s bekendheid bij het grote publiek nog verder, waardoor meerdere distributeurs zich naderhand bereid verklaarden de film in de bioscopen te zullen brengen. De rol van Tino werd door Enny Gerber gespeeld, zanger van de rockgroep Morgenrot. Karl Dall vertolkte vijf verschillende rollen. De film werd gedeeltelijk in München en Venetië opgenomen, en bevat een gastoptreden van de band Extrabreit. Tina’s hond ‘Baby’ was de echte hond van Nena.

## Verhaal
Robby scheurt onderweg naar zijn nieuwe school als een bezetene op zijn scooter door München en overtreedt alle verkeersregels. Hij botst tegen een man die op een tafel met eieren belandt; bij aankomst in de school blijkt dit zijn nieuwe leerkracht Latijn te zijn geweest. Robby krijgt algauw een oogje op zijn klasgenote Tina en geraakt bevriend met Andy, die constant aan het eten is. Tina is echter veel meer in Tino geïnteresseerd, een ferme kerel die op de kermis werkt. ’s Avonds op de foor wijst Tina Robby af, en op de kermisattracties zingt hij over zijn teleurstelling.
’s Anderendaags zitten Tina en Tino in de botsautootjes. Tina heeft een uitbrander van de lerares Duits gekregen omdat ze een gedicht van Goethe niet kon voordragen, en ze heeft schoon genoeg van de school. Tino zegt dat hij ervandoor wil gaan, en Tina wil met hem mee. Ze haalt thuis haar spullen en haar hond op, maar eensklaps blijkt dat haar fiets aan een andere vastgeketend is. Tina komt te laat: Tino, die tevergeefs op haar wachtte, is vertrokken. Robby stuit op Tina, die hem overreedt haar op zijn scooter mee te nemen. Robby weet niet precies waar de reis heengaat, maar stemt ermee in. Tina laat haar hond bij Andy achter, en de beiden rijden de hele dag. Tina heeft ’s avonds geen zin om in een tent te overnachten; ze wil een hotelkamer, maar eerst trekt ze nog op Robby’s scooter naar een andere kermis, waar ze Tino hoopt aan te treffen. Op de kermis wordt ze bijna aangerand, maar ternauwernood gered door het superheldenteam ‘Die Phantastischen 5’, dat met zijn hefschroefvliegtuig nederdaalt en de booswichten op de vlucht jaagt.
Robby en Tina denken dat de bende aanranders hun op de hielen zit (het zijn echter aanhangers van de Hare Krishna-beweging) en verschuilen zich in een koelvrachtwagen. De plek van aankomst blijkt een hotel te zijn, waar ze getweeën een kamer voor de nacht nemen. Na wat tegenstribbelen wil Tina het bed met Robby delen; ze praat op hem in om naar Oostenrijk te rijden. In de loop van de nacht werkt ze hem het bed uit, en Robby gaat in de badkuip slapen. De volgende ochtend spelen de beiden wat door elkander nat te sproeien. Bij het ontbijt tracht Tina een langeafstandschauffeur te verleiden; de gekwetste Robby dreigt ermee naar München terug te keren, en Tina poogt zijn scooter te stelen. De scooter belandt onder een toeristenbus, en Tina en Robby reizen dan maar mee. Doordat Robby een quiz gewonnen heeft, mag hij de bus dertig kilometer lang besturen. Onderweg ziet Tina eensklaps de auto van Tino staan. Het blijkt dat Tino zijn auto verkocht heeft en op weg is naar een kleine luchthaven in de buurt om een vliegtuig naar Italië te nemen.
Tina steelt een auto aan een tankstation en pikt Robby op. Ze razen in ijltempo naar de luchthaven. Tino’s vliegtuig is reeds vertrokken; Tina dringt de toren van de luchtverkeersleiding binnen en maakt radiocontact met Tino, die haar vraagt hem morgen om tien uur ’s ochtends in Venetië te ontmoeten. Opgewekt zingt Tina een liedje en springt op stilstaande vliegtuigen. Terwijl ze op de vleugel van een sportvliegtuigje ligt, schakelt de stomdronken piloot het toestel in; Tina’s rok komt klem te zitten en Robby kan Tina nog net op tijd redden.
Het tweetal loopt langs de treinsporen in de regen en komt aan een boshut aan. Ze maken het zich naar de zin, steken het haardvuur aan en trekken hun doorweekte kleren uit. Van het een komt het ander: Tina vrijt met Robby. Na de seks roken de beiden duidelijk in beeld gepositioneerde Marlboro-sigaretten, en Robby vraagt Tina waarom ze op hem gevallen is en weshalve ze überhaupt onderweg naar Venetië zijn. Wanneer Tina hem opbiecht dat ze de hele tijd eigenlijk Tino achternazat, voelt Robby zich misbruikt. Kwaad loopt hij weg in de nacht, vastberaden terug naar huis te gaan. Hij gelooft Tina niet wanneer zij hem verzekert dat ze verliefd op hem is geworden. De boswachter keert terug naar zijn hut en tracht Tina aan te randen. Hij vermeldt terloops dat hij een roodharige jongen naar het treinstation heeft zien lopen, en Tina vlucht weg in een poging Robby alsnog bij te benen.
Tina kan nog net op de laatste trein springen, vindt de slapende Robby in een coupé en vlijt zich naast hem neer. De volgende ochtend blijkt dat de trein niet naar München maar naar Venetië is gereden. Robby denkt dat dit een list van Tina is; ze ruziën. Een groep opgegeilde Italiaanse vrouwen trekt Robby in hun bootje en poogt zich aan hem te vergrijpen. Tina huurt een gondel en zet de achtervolging in, maar raakt het spoor bijster. Eensklaps vindt Tino haar. Hij loopt haar, een rocknummer zingend, achterna, maar ze is thans niet meer in hem geïnteresseerd en hij valt per ongeluk in het water. Tino kan niet zwemmen. Net op dat moment komt het bootje met Robby en de Italiaanse vrouwen voorbij. Robby springt in het water om Tino te redden, maar herinnert zich plotseling dat hij evenmin kan zwemmen. Tina trekt Robby aan een reddingsboei uit het water en Tino wordt door de Italiaanse vrouwen in de plaats van Robby ontvoerd. Puur toevallig loopt Andy ook in Venetië rond; klaarblijkelijk wilde Tina’s hond hem niet loslaten.

## Rolverdeling
| Acteur          | Personage                                                                                                   |
| --------------- | --- |
| Nena            | Tina |
| Markus          | Robby |
| Enny Gerber     | Tino |
| Karl Dall       | vrachtwagenbestuurder, reisbuschauffeur en -gids, sportvliegtuigpiloot, treinconducteur, jachtschipkapitein |
| Peter Lengauer  | Andy Eckelmann                                                                                              |
| Cornelia Kraus  | Conny |
| Horst Pasderski | leraar |
| Helga Tölle     | lerares |
| Extrabreit      | Die Phantastischen 5                                                                                        |

## Muziek in de film[3]
- Ich will Spaß (Markus)
- Ich bin heut’ böse (Markus)
- Nur geträumt (Nena)
- Wenn Du willst (Morgenrot)
- Dampfer dampfen auf See, Flieger fliegen hoch am Himmel (Markus)
- Vollmond (Nena)
- Superhelden (Extrabreit)
- Indianer (Nena)
- Schön sind wir sowieso (Markus)
- Ich will Spaß (Markus)
- Ganz oben (Nena)
- Kleine Taschenlampe brenn’ (duet van Markus en Nena)
- Leuchtturm (Nena)
- Tanz auf dem Vulkan (Nena)
- Feuerwehrmann (Morgenrot)
- Kleine Taschenlampe brenn’ (duet van Markus en Nena)